# アテネ地下鉄

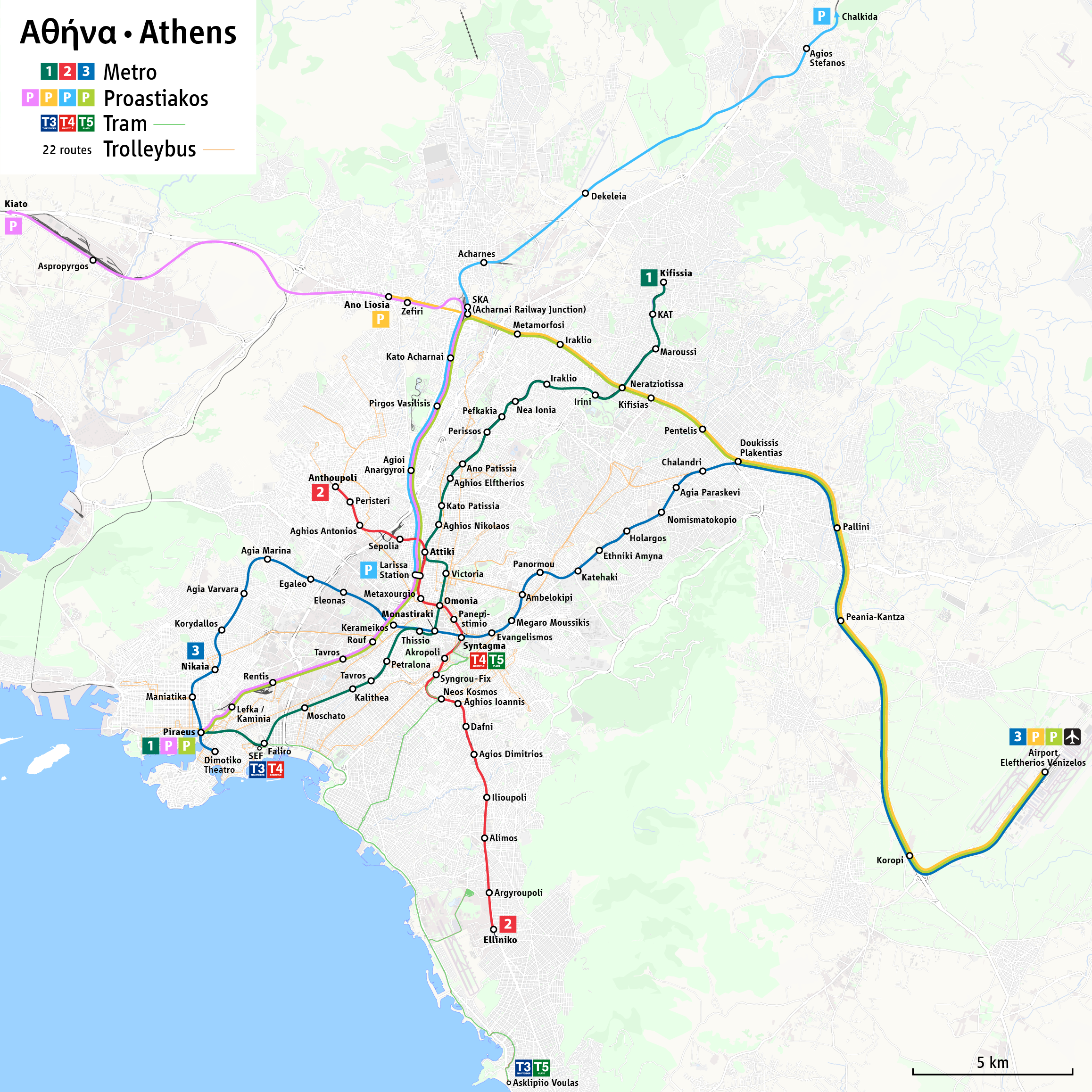
アテネ地下鉄路線図

アテネ地下鉄は、ギリシアの首都アテネの地下を走る公共交通機関である。ISAP社（Ilektrikoi Sidirodromoi Athinon-Pireos、アテネ-ピレウス電気鉄道）およびアッティカ・メトロ社（ギリシア語: Αττικό Μετρό、Attiko Metro）という2つの事業者により運営されている。建設に際しては、多くの古代ギリシャ時代のアテナイの遺跡が発掘され、一部はそのまま駅構内に展示されている。

## 歴史

### 1号線
1号線（ラインカラー：緑）は、1869年2月27日にアテネとピレウスを結ぶ蒸気鉄道として開業した。1904年に電化され、今日では郊外のキフィシアまで開通している。全長約26kmで、グリーンラインとして知られている。
開業当初が蒸気鉄道だった事からも分かる様に、殆どの部分で地上を走っており、地下鉄部分はアテネ市内のごく一部のみである。「アテネ地下鉄」1号線として地下鉄路線図などにも描かれるが、1号線のみISAP社（Η.Σ.Α.Π. - Ηλεκτρικοί Σιδηρόδρομοι Αθηνών-Πειραιώς、Ilektrikoi Sidirodromoi Athinon-Pireos、アテネ-ピレウス電気鉄道）の所有、運営である。2号線と3号線とは経営母体が違うが、切符は共用であり、車内放送や駅の案内も含め、実質的には一体運営となっている。

### 2号線・3号線
地下鉄2号線・3号線の建設は、アテネ市内の交通渋滞の削減とスモッグの減少を目的に、アッティカ・メトロ社により1991年より建設が開始された。工事中は、市内至る所で遺跡が発見され、その都度調査が行われた結果、工期の遅れと工事費の増大に悩まされたが、ともに2000年1月に開業した。2号線は赤、3号線は青で表示され、アッティカ・メトロ運営会社（Attiko Metro Operations Company）により運営されている。また、工事中に2004年の夏にアテネオリンピックが開催される事が決定した為、3号線はオリンピックに間に合わせるようにアテネ国際空港までの区間を開業し、空港への直接乗り入れを開始、さらに2007年5月にはエガレオまで開通した。
2・3号線は、さらに区間延長を計画しており、現在工事中である。また3線ともに、アテネの近郊鉄道と接続している。
路線長は、3号線の空港直通の近郊鉄道区間を含まない部分の延長は16.4km、2号線の延長は約11km、3線の営業キロの合計はおよそ77kmである。

## 使用車両

### 1号線
1985年頃までは、1925年に製造された木造電車が現役で、鋼製車両に混じって使用されていたが、現在では淘汰されており、また1969年までに製造された鋼製車両と、1985年に製造されたドイツ製の車両についても、既に全車廃車されている。
現在の車両は、1984年から2004年にかけてドイツのシーメンスまたはアドトランツ製か、あるいは両社製の電装機器を使用して車体をギリシャ国内で製造された車両で、数回に渡り製造されたが、車体の基本設計は共通である。
合計245両が製造されたが、うち2004年製の9両が2009年3月2日にテロリストによって破壊された為、現在は236両が在籍している。冷房は未装備で、一部車両には送風装置が設置されている。また貫通路が無いので、車両間の移動が出来ない。

### 2・3号線
これらの2線に使用されている車両は、基本的に共通運用であるが、3号線の空港直通用車両については、空港までの近郊鉄道が地下鉄部分（直流方式）とは異なる交流方式で電化されており、かつパンタグラフ方式による集電の為、専用車両が使用されている。
2000年に2号線開通の為に製造された車両は、1号線と同じくシーメンス社製で、6両編成28本が在籍している。非冷房車であったが、現在冷房装置取り付け工事を実施中である。
2003年から2004年に増備された車両は、2号線の延伸と3号線の開通に備えて製造された車両で、韓国現代ロテム製の車体に、三菱電機製の電装機器を装備している。このうち、地下鉄線内専用の車両は直流方式(電圧750v)のみで、6両編成14本が在籍している。またこの車両より、冷房装置が取り付けられた。
空港直通用車両は6両編成7本が在籍しており、基本的な設計は直流専用車と同じだが、電装機器は交流/直流共用で、車内には、空港利用客向けにスーツケース置き場なども設置されている。

## 考古学的発見
地下鉄のトンネルの建設中に、何点もの考古資料が発掘された。これは、考古学的問題によるのではなく、歴史的資料の破壊が差し迫ったことによる「緊急考古学」（すなわち組織的発掘が必要な時効果を示し始める考古学）の結果によりもたらされた。考古学者チームは6年間にわたって技術者とともに働き、発見された考古学資料を保護・記録した。それには古代の道路、家屋、墓地、聖域、公共ワークショップ、工場の穴、水道、井戸、貯水槽、排水管、下水トンネルが含まれている。これらとともに、古代都市の地形に関する新しい洞察が可能となった。過去には、このような急速な開発が考古学的な配慮を伴った研究・保存と協調して行われたことはなかった。
古代の構造物またはそのレプリカは、その構造物が出土した近くの駅で展示されているのを見ることができる。

## 運賃

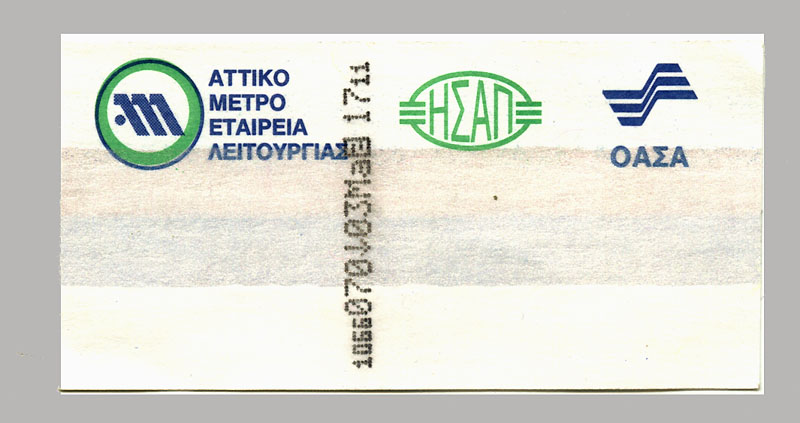
チケット （有効化の刻印が押されているもの）

主なチケットの種類は次のようなものである（2024/11/3現在）。
- 90分乗車券（乗換可能）90min flat fare ticket：€ 1.20

地下鉄1,2,3号線、トラム、バスに乗車可能。乗換可能。また、アテネ国際空港での乗車下車および、空港発着のバス路線の利用不可。
- アテネ国際空港地下鉄駅を発着する乗車券 ：€ 9.00

地下鉄1,2,3号線に乗車してアテネ国際空港駅まで有効。地下鉄路線間の乗換と、地下鉄と直接乗換可能なトラム、バスへの乗換も有効。
- アテネ国際空港を発着するバス路線の乗車券：€ 5.50

空港発着のバス路線のみ有効。地下鉄路線の乗車は不可。
- 24時間券：€ 4.10

乗車可能範囲は『90分乗車券（乗換可能）』と同じ。
- 5日券：€ 10.00

乗車可能範囲は『90分乗車券（乗換可能）』と同じ。
- 3日間観光券€ 20.00

　バス、トラム、トロリーバス、地下鉄1、2、3号線、郊外鉄道、空港発着のバス路線やアテネ国際空港を行き来する双方向の移動など全ての路線が乗車可能である。
信用乗車方式
乗客は、最初に乗車する駅の乗り場入り口でチケットを有効化（刻印機に通すことを）しなければならない。有効化されたチケットを持っているかどうかを、社員または私服の検札員が随時チェックし、その場で提示できなかったり無効な場合は高額の罰金が課される。
割引料金
65歳以上または18歳以下、あるいは25歳以下の大学学生証保有者は割引料金での乗車が可能。
- 90分乗車券（乗換可能，上記90分乗車券（€ 1.20）と同区間を利用可能）：€ 0.50
- アテネ国際空港への乗車券 ：€ 9.00 が € 4.50 に割り引かれる

また、6歳以下の幼児は無料で乗車可能。

## 駅リスト

### 1号線 (Green line)
- ピレウス（Piraeus）- ピレウス港最寄駅、アテネ近郊鉄道プロアスティアコス乗り換え
- ネオ・ファリロ（Neo Faliro） - ピース&フレンドシップ・スタジアム（Στάδιο Ειρήνης και Φιλίας 又は ΣΕΦ - SEF）最寄駅、トラム乗り換え、車両基地隣接
- モスカト（Moschato）
- カリテア（Kallithea）
- タヴロス（Tavros） - 列車折り返し設備有り
- ペトラロナ（Petralona）
- ティセイオ（Thission） - 車両基地および車両工場隣接
- モナスティラキ（Monastiraki） - 3号線乗り換え
- オモニア（Omonoia） - 2号線乗り換え
- ヴィクトリア（Viktoria）
- アッティキ（Attiki） - 2号線乗り換え
- アギオス・ニコラオス（Agios Nikolaos）
- カト・パティシア（Kato Patissia）
- アギオス・アレフテリオス（Agios Eleftherios）
- アノ・パティシア（Ano Patissia） - 列車折り返し設備有り
- ペリソス（Perissos）
- ペフカキア（Pefkakia）
- ネア・イオニア（Nea Ionia station） - 列車折り返し設備有り
- ヘラクリオ（Heraklio station） - 列車折り返し設備有り
- イリニ（Eirini station） － アテネオリンピックスポーツコンプレックス（Athens Olympic Sports Complex Ολυμπιακό Αθλητικό Κέντρο Αθήνας）最寄り駅
- ネランツィオティッサ（Nerantziotissa） - アテネ近郊鉄道プロアスティアコス乗り換え
- マルーシ（Maroussi）
- KAT（トラウマ回復センター、KAT station）
- キフィシア（Kifissia）

なお、地下区間はオモニア - ヴィクトリアのみ。

### 2号線 (Red line)
- アギオス・アントニオス（Aghios Antonios）
- セポリア（Sepolia）
- アッティキ（Attiki）
- ラリッサ（Larissa） – ギリシャ国鉄・アテネ近郊鉄道プロアスティアコス アテネ中央駅乗り換え
- メタクスルギオ（Metaxourgio）
- オモニア（Omonia） – オモニア広場最寄駅、1号線乗り換え
- パネピスティミオ（Panepistimio） – アテネ大学最寄駅
- シンタグマ（Syntagma） – シンタグマ広場最寄駅、3号線乗り換え
- アクロポリ（Akropoli） – アクロポリス最寄駅
- シングル・フィクス（Syngrou-Fix）
- ネオス・コスモス（Neos Kosmos）
- アギオス・イオアニス（Aghios Ioannis）
- ダフニ（Daphni）
- アギオス・ディミトリス／アレクサンドロス・パネグリス（Aghios Dimitrios/Alexandros Panagoulis）

### 3号線 (Blue line)
- エガレオ（Egaleo）
- エレオナス（Eleonas）
- ケラメイコス（Kerameikos）
- モナスティラキ（Monastiraki） – 1号線乗り換え
- シンタグマ（Syntagma） – シンタグマ広場最寄駅、2号線乗り換え
- エヴァンゲリスモス（Evangelismos） - 『ヒルトンホテルアテネ』及び国立美術館最寄駅
- メガロ・ムシキス（Megaro Moussikis） - アテネコンサートホール（メガロムシキ）最寄駅
- アンベロキピ（Ambelokipi）
- パノルム（Panormou）
- カテハキ（Katehaki）
- エスニキ・アミナ（Ethniki Amyna）
- ハランドリ（Halandri）
- ドゥキシス・プラケンティアス（Doukissis Plakentias） - アテネ近郊鉄道プロアスティアコスとの接続駅

(以下、プロアスティアコスと駅・軌道を共用)
- パリニ（Pallini）
- パイアニア・カンツァ（Paiania–Kantza）
- コロピ（Koropi）
- アテネ国際空港（Athens International Airport） - エレフテリオス・ヴェニゼロス国際空港最寄駅

なお、エスニキ・アミナ - アテネ国際空港の区間で行われていた工事は完成し、運転再開した。しかし、運転再開時に開業予定だった以下の駅は、工事は続けられているが、2010年現在未開業である。
- ホラルゴス（Holargos） (2009年後半)
- ノミスマトコピオ（Nomismatokopio） (2009年8月)
- アギア・パラスケヴィ（Aghia Paraskevi） (2010年夏)

## 延長計画
2号線、3号線の延長が計画されている。2009年に開業予定の路線もあったが、2010年8月現在、未開業である。但し工事は継続しており、まもなく開業を迎える見込み。また2018年にかけてさらなる延長も計画されている。また、4号線（ラインカラー：オレンジ-予定）の建設も計画されているが、2008年6月現在資金が確保されていない。

### 2号線予定駅
現在の終点から南西方向への延長線が工事中で、2010年春までに全線開業予定であったが、2010年8月現在、未完成である。但し駅設備などは完成に近づいており、そう遠くない未来に開業の見込み。
- Anthoupoli (2012年後半開通予定)
- Peristeri (2012年後半開通予定)
- Aghios Antonios (既存・新線との接続駅)
- Aghios Dimitrios / Alexandros Panagoulis (既存・新線との接続駅)
- Ilioupoli (2012年春開通予定)
- Alimos (2012年春開通予定)
- Argyroupoli (2012年春開通予定)
- Elliniko（2012年春開通予定）、旧アテネ国際空港（Ellinikon International Airport）最寄駅

### 3号線予定駅
南西方向への延長線が現在工事中で、まずHaidari駅までの区間が2009年後半に開業予定であったが、工事は遅れている。その後は、ピレウス方面への延長が計画されているが、開業予定は未定である。
- Egaleo (既存・新線との接続駅)
- Agia Marina (2012年後半開通予定)
- Agia Varvara (計画駅)
- Korydallos (計画駅)
- Nikaia (計画駅)
- Tampouria (計画駅)
- Piraeus (計画駅)
- Piraeus-Dimotiko Theatro (計画駅)

また、新たな車両基地をElenonas駅近くに建設中である。

## 運営方針
地下鉄の安全・清潔・快適な環境を維持するために、以下の行為は禁止されている。
- 喫煙
- 可燃物・危険物の持ち込み
- 運搬に不都合な大きなもの
- 飲食
- 飲酒または薬の影響がある者の乗車
- 商品・サービスの販売・配布
- 楽器の使用
- 他の乗客とのトラブル
- 散らかすこと
- 軌道またはトンネルに入ること

なお、ペットは箱の中に入れて輸送できる。
車内および地下鉄駅構内（改札内）では、有効なチケットまたはカードが必要である。
発車ベルが鳴ったら列車に乗ってはならない。駆け込み乗車はもってのほかである。
2007年9月に、アテネ市長が金曜日および土曜日の深夜2時までの営業時間の延長を提案し、2ヶ月後には地下鉄の1・2・3号線で試験的に夜間営業を開始すると決定した。